# 広大附属学校前停留場
広大附属学校前停留場（ひろだいふぞくがっこうまえていりゅうじょう、広大附属学校前電停）は、広島市南区翠一丁目にある広島電鉄宇品線の路面電車停留場である。駅番号はU10。

## 歴史
当停留場は1935年（昭和10年）、宇品線の御幸橋東詰から宇品までの区間が新線に移設されたのに合わせて開設された。開設時の停留場名は高等学校前停留場（こうとうがっこうまえていりゅうじょう）であり、停留場近くには旧制広島高等学校が立地していた。
その後太平洋戦争下の1942年（昭和17年）に停留場はいったん廃止されるが、戦後まもなく復活、このとき皆実分校前停留場（みなみぶんこうまえていりゅうじょう）に改称し、その後も広大教養部前停留場（ひろだいきょうようぶまえていりゅうじょう）⇒広大付属高校前停留場（ひろだいふぞくこうこうまえていりゅうじょう）と、広島大学内の組織変更などに伴う頻繁な改称を経て、1964年（昭和39年）から広大附属学校前停留場と称している。

### 年表
- 1935年（昭和10年）12月27日：御幸橋東詰 - 宇品間で新線が開業、同時に高等学校前停留場として開業[2]。
- 1942年（昭和17年）5月頃：いったん廃止[2]。
- 1945年（昭和20年）8月頃：復活し、皆実分校前停留場に改称[3][4]。
- 1955年（昭和30年）頃：広大教養部前停留場に改称[2]。
- 1961年（昭和36年）2月28日：広大付属高校前停留場への改称が認可される[2]。
- 1964年（昭和39年）6月10日：広大附属学校前停留場に改称[2]。

## 停留場構造
宇品線はほぼすべての区間で道路上に軌道が敷かれた併用軌道であり、当停留場も道路上にホームが置かれている。ホームは低床式で2面あり、南北方向に伸びる2本の線路を挟み込むように配されている。ただし互いのホームは斜向かいに位置しており、南側に広島港方面へ向かう下りホーム、北側に広島駅・紙屋町方面へ向かう上りホームがある。
ホーム長は3両・5両連接車に対応している。ただホーム幅は50センチメートルほどと狭く、朝夕のラッシュ時にはホームが混雑する。1990年代までは安全地帯のない平面電停だった。

### 運行系統
当停留場には広島電鉄で運行されている系統のうち、1号線、5号線、7号線、それに0号線が乗り入れる。
| 下りホーム | 1号線 · 5号線 · 7号線 | 広島港ゆき                 |
| 下りホーム | 5号線                 | 宇品二丁目ゆき             |
| 上りホーム | 1号線                 | （紙屋町東経由）広島駅ゆき |
| 上りホーム | 5号線                 | （比治山下経由）広島駅ゆき |
| 上りホーム | 7号線                 | （紙屋町西経由）横川駅ゆき |
| 上りホーム | 0号線                 | 広電本社前ゆき             |

## 停留場周辺
路線が敷かれている宇品通り沿いには商店が立ち並ぶ。路地裏は古くからの住宅街である。
停留場名にもなっている広島大学附属小学校および附属中学校・高等学校は東に隣接する。停留場名は「広大附属学校前」であるが、近隣にあるバス停の名称は「広大附属高校前」、停留場の前にある交差点の名称は「広大附属校前」とそれぞれ異なる名称である。
- 広島信用金庫皆実支店
- 広島翠一郵便局
- 前進社中国支社

## 隣の停留場
広島電鉄
■宇品線
皆実町六丁目停留場 (U09) - 広大附属学校前停留場 (U10) - 県病院前停留場 (U11)